# ۸۴۸ (میلادی)
۸۴۸ (میلادی) هشتصد و چهل و هشتمین سال تقویم میلادی است.

## مناسبت‌ها
در این سال زمین لرزه ای بسیار بزرگ شهر قومس (صد دروازه) را با به طور کامل ویران کرد 
شدت این زلزله به حدی بود که در سراسر ایران احساس شد و شهر ها و روستاهای بسیاری را در دامنه رشته کوه البرز ویران کرد

## درگذشتگان
‎